# Chamaeleo laevigatus
Chamaeleo laevigatus là một loài thằn lằn trong họ Chamaeleonidae. Loài này được Gray mô tả khoa học đầu tiên năm 1863.